# Nilson Andrè
Nilson de Oliveira Andrè é um atleta brasileiro.
Finalista no 4x100 m no Mundial de Daegu 2011. Ouro nos 100 m e no 4x100 m no Sul-Americano de Buenos Aires 2011.
Integrando a delegação que disputa os Jogos Pan-Americanos de 2011, em Guadalajara, no México, ganhou o ouro na prova do 4x100m masculino, junto com Ailson Feitosa, Sandro Viana e Bruno Lins 